# I. e. 341
Évszázadok: i. e. 5. század – i. e. 4. század – i. e. 3. század
Évtizedek: i. e. 390-es évek – i. e. 380-as évek – i. e. 370-es évek – i. e. 360-as évek – i. e. 350-es évek – i. e. 340-es évek – i. e. 330-as évek – i. e. 320-as évek – i. e. 310-es évek – i. e. 300-as évek – i. e. 290-es évek
Évek: i. e. 346 – i. e. 345 – i. e. 344 – i. e. 343 –  i. e. 342 – i. e. 341 – i. e. 340 – i. e. 339 – i. e. 338 – i. e. 337 – i. e. 336

## Események

### Görögország
- II. Philipposz makedón király teljesen elfoglalja és annektálja Trákiát. Athénban riadalmat kelt Makedónia további erősödése. Démoszthenész elmondja harmadik filippikáját, melyben határozott akciót követel Philipposz ellen. Démoszthenész az athéni politikai élet egyik legbefolyásosabb szereplőjévé válik, míg Aiszkhinész-vezette makedónpárti csoport háttérbe szorul.
- Démoszthenész Büzantionba utazik és ráveszi a várost egy makedónellenes szövetségre, amelyhez másik is csatlakoznak, többek között Athén korábbi ellensége, Thébai. Az athéni népgyűlés felmondja a korábban Philipposszal kötött Philokratész békéjét, vagyis gyakorlatilag beáll a hadiállapot a két fél között.

### Róma
- Consullá választják Caius Plautius Vennót és Lucius Aemilius Mamercinus Privernast. Aemilius feldúlja a szamniszok földjeit, mire azok békét kérnek és véget ér az első szamnisz háború. Capua és Campania jelentős része római fennhatóság alá kerül.
- Plautius a fellázadt latinok ellen vonul, elfoglalja Privernumot, majd Satricum mellett döntetlen csatát vív az antiumiak és a volscusok együttes seregével.[1]

## Születések
- Epikurosz, görög filozófus

## Halálozások
- Hermeiasz, a kis-ázsiai Atarneusz és Asszosz uralkodója

## Fordítás
- Ez a szócikk részben vagy egészben  a(z)   341 BC című angol Wikipédia-szócikk ezen változatának fordításán alapul.  Az eredeti cikk szerkesztőit annak laptörténete sorolja fel. Ez a jelzés csupán a megfogalmazás eredetét és a szerzői jogokat jelzi, nem szolgál a cikkben szereplő információk forrásmegjelöléseként.